# Tous des explorateurs
Tous des explorateurs (titre original : Each an Explorer) est une nouvelle de science-fiction d'Isaac Asimov parue aux États-Unis en 1956 dans la revue Future et publiée en France dans le recueil Flûte, flûte et flûtes !.
Isaac Asimov précise que Future était alors si irrégulière que le mois de parution est sans importance.

## Résumé
Herman Chouns et Allen Smith découvrent une planète primitive dont les habitants ont pour seule occupation de cultiver avec soin une unique variété de plante. Le « chef » du village où ils arrivent leur fait pourtant un cadeau mirifique : des viseurs hyperspatiaux de très haute valeur, d'origine étrangement terrienne. Sur la piste de ce trésor, Herman et Allen décollent pour la planète voisine. Ils y trouvent une autre espèce extraterrestre, très différente mais qui cultive les mêmes plantes et possède également des viseurs identiques.
Allen semble alors agité ; il empoigne Herman et le force à revenir à leur astronef. Il lui explique alors que les plantes et les viseurs n'ont pu être propagés que par une race de voyageurs interstellaires inconnue. Il faut prévenir la Terre !
Herman le contredit. Il lui fait remarquer qu'ils ont clairement été guidés vers les planètes et les villages, et que leur réaction devant les viseurs a été disproportionnée. Lesdits viseurs s'avèrent d'ailleurs, après un nouvel examen, n'être que des cailloux ! Herman en conclut qu'ils ont été hypnotisés par... les plantes elles-mêmes, afin de jouer le rôle de pollinisateurs interplanétaires. Les plantes dominent ce système, elles en ont asservi les habitants animaux et elles ont sans doute détruit la culture avancée qui les avait propagées.
Herman en conclut qu'ils doivent au plus vite prévenir la Terre de cette menace. Au plus vite...
... Comme le leur suggèrent les plantes, afin de pouvoir coloniser une nouvelle planète au moyen des spores cachées sur eux et dans le navire.